# Майер, Кай
Кай Майер (нем. Kai Meyer) (род. 23 июля 1969) — немецкий писатель и журналист, автор, наиболее известный своими работами в жанре подросткового фэнтези. Его произведения переведены на 30 языков, включая английский, французский, русский, испанский, итальянский, японский, украинский и китайский. В Германии суммарный тираж книг Майера превысил 1,5 миллиона экземпляров. По историческому роману «Das Gelübde» Домиником Графом в 2007 году снят одноимённый фильм.

## Биография
Родился в городе Любек 23 июля 1969 года, однако его детство прошло в Рейнской области. В 1988 году, окончив школу, посвятил некоторое время изучению философии, кино и театра в колледже Рурского университета, затем оставил учёбу и устроился в газету в качестве журналиста-стажёра. Через год стал штатным журналистом, проработав в этом качестве ещё два года. Первая книга Майера была издана, когда ему было 24, и с 1995 года он полностью посвящает себя писательской карьере. В настоящее время писатель является автором более 50 книг, а также комиксов и телесценариев.

### Brüder Grimm
1. Die Geisterseher. Rütten & Loening 1995
2. Die Winterprinzessin. Rütten & Loening 1997мммм

### Doktor Faustus
1. Der Engelspakt. ATB 1996
2. Der Traumvater. ATB 1996
3. Die Engelskrieger. Heyne 2000

### Nibelungengold
- Nibelungengold. Heyne 2001 (под одной обложкой)
  1. Der Rabengott. Econ 1997 (под псевдонимом)
  2. Das Drachenlied. Econ 1997 (под псевдонимом)
  3. Der Zwergenkrieg. Econ 1997 (под псевдонимом)
  4. Die Hexenkönigin. Econ 1997 (под псевдонимом)

### Дочь Алхимика = Die Alchimistin
1. Дочь Алхимика = Die Alchimistin. Heyne 1998 (переработан в 2011)
2. Die Unsterbliche. Heyne 2001 (переработан в 2011)
3. Die Gebannte. Heyne 2012

### Мерле = Die Trilogie um Merle
1. Мерле и каменный лев = Die fließende Königin. Loewe 2001
2. Мерле и повелитель подземного мира = Das steinerne Licht. Loewe 2002
3. Мерле и стеклянное слово = Das gläserne Wort. Loewe 2002

### Тайны Карибского моря = Wellenläufer-Trilogie
1. Под «Веселым Роджером» = Die Wellenläufer. Loewe 2003
2. В пиратской пучине = Die Muschelmagier. Loewe 2004
3. Die Wasserweber. Loewe 2004

### Das Wolkenvolk
1. Seide und Schwert. Loewe 2006
2. Lanze und Licht. Loewe 2007
3. Drache und Diamant. Loewe 2007

### Die Sturmkönige
1. Dschinnland. Lübbe 2008
2. Wunschkrieg. Lübbe 2009
3. Glutsand. Lübbe 2009

### Arkadien
1. Arkadien erwacht. Carlsen 2009
2. Arkadien brennt. Carlsen 2010
3. Arkadien fällt. Carlsen 2011

### Время Библиомантов = Die Seiten der Welt
1. Начало пути = Die Seiten der Welt, Fischer FJB 2014
2. Die Seiten der Welt — Nachtland, Fischer FJB 2015
3. Die Seiten der Welt — Blutbuch, Fischer FJB 2016

### Семь Печатей = Die Sieben Siegel
1. По ту сторону тысячелетия = Jenseits des Jahrtausends. Loewe 1999
2. Возвращение повелителя ведьм = Die Rückkehr des Hexenmeisters. Loewe 1999
3. Чёрный аист = Der schwarze Storch. Loewe 1999
4. Катакомбы Дамиано = Die Katakomben des Damiano. Loewe 1999
5. Колючник = Der Dornenmann. Loewe 1999
6. Ангел тени = Schattenengel. Loewe 2000
7. Ночь огородных пугал = Die Nacht der lebenden Scheuchen. Loewe 2000
8. Dämonen der Tiefe. Loewe 2000
9. Teuflisches Halloween. Loewe 2000
10. Tor zwischen den Welten. Loewe 2001
11. Mondwanderer. Loewe 2002

### Одиночные романы
- Der Kreuzworträtsel-Mörder. Lübbe 1993
- Schweigenetz. Lübbe 1994
- Der Rattenzauber. Rütten und Loening 1995
- Der Schattenesser. Rütten und Loening 1996 (переработанное издание: Blitz 2016)
- Hex. Econ 1997
- Giebelschatten. Metzengerstein 1998 (рассказы; переработанное издание: Mythopolis 2012)
- Das Gelübde. Heyne 1998
- Loreley. Econ 1998 (под псевдонимом; как Кай Майер: Heyne 2001; переработанное издание: Blitz 2016)
- Богиня пустыни = Göttin der Wüste, Heyne 1999 (переработанное издание: Blitz 2014)
- Das Haus des Daedalus, Heyne 2000 (переиздание под заголовком Die Vatikanverschwörung: Heyne 2005)
- Das zweite Gesicht. Heyne 2002 (переработанное издание: Blitz 2012)
- Das Buch von Eden. Lübbe 2004
- Frostfeuer. Loewe 2005
- Herrin der Lüge. Lübbe 2006
- Asche und Phönix. Carlsen 2012
- Phantasmen. Carlsen 2014
- Die Krone der Sterne. Fischer Tor 2017